# The Benza RPG
『The Benza RPG』は、日本のオンデマンド・コメディ・シリーズ『The Benza』とそのスピンオフ・シリーズ『Benza English』の世界を舞台にした、2020年配信のロールプレイングゲーム。世界148カ国でiOSアプリストアからリリースされ、その後SteamやAndroid端末でも発売された。本作は、『Benza English』と『The Benza』のシリーズ２の間で物語が進行する。ストーリーやゲーム内のセリフはシリーズクリエイターのクリス・マッコームスがすべて書き下ろしている。

## 概要
『The Benza RPG』は、インディーゲームクリエイターのギレルミ・マーティンズが、『The Benza』および『Benza English』の映像チームであるTokyo Cowboysと共同で制作した。 2020年に制作開始。 アートワークは、『The Benza』の監督である西坂來人とキャストのエイベア・ハミルトン（ハミルトン）、そしてイタリア人漫画家のカテリーナ・ロッキとフランス人アーティストのIris Benoitによるもの。
ストーリーとゲーム内のセリフはシリーズクリエイターのクリス・マッコームスによるもの。ゲームニュースサイト「TheGG」で、「2018年にシリーズ1を撮影中のときに、『The Benza』とこの世界観をゲーム化するのにもピッタリだと気づきました。」とも語っている。
本作は、2020年6月にSoraNewsの『Benza English』の記事で正式に発表。
日本語版は2021年6月に配信。

## 物語
クリス（クリス・マッコームス）とカイル（カイル・カード）が『The Benza』のシリーズ2の撮影初日に現場に向かおうとすると、いんこ先生（白いんこ）が現れる。黒魔術で東中野全体をレトロRPGに変えたいんこ先生は、リーを誘拐する。クリスとカイルは、いんこ先生の邪悪な計画を阻止するために、仲間のアレナ（ヤンニ・オルソン）、ステファニー（ハンナ・グレース）、デビッド（アレクサンダー・ハンター）などと一緒に、日本語学校の50階を戦い抜かなければならない。

## コンテンツ
プレイヤーは、主にクリスとカイルを操作して、レトロRPG版の東中野を探索していく。『The Benza』や『Benza English』でも登場する多くの場所やキャラクターもゲーム内に登場する。本作は、ストーリー、バトル、探索の3つの要素で構成されている。バトルシステムはターン制で、画面上にターンカウンターが表示される。また、プレイヤーはバトルコマンドの「スイッチ」によって、いつでもキャラクターを入れ替えてバトルを続けることができる。
ゲームには100種類以上の魔法の呪文や攻撃が存在し、武器や防具、アクセサリーなどの装備品も100種類以上ある。

## 音楽
マーカス・エル・スペード・ジョンソンや與那嶺AKIなど、さまざまなアーティストが29曲のオリジナル楽曲を制作。『The Benza』と『Benza English』のサウンドプロデューサーである野宮タカヒロがサウンド制作を担当した。サウンドトラックに収録されている6曲は、メインキャストが歌っている。

## 声優

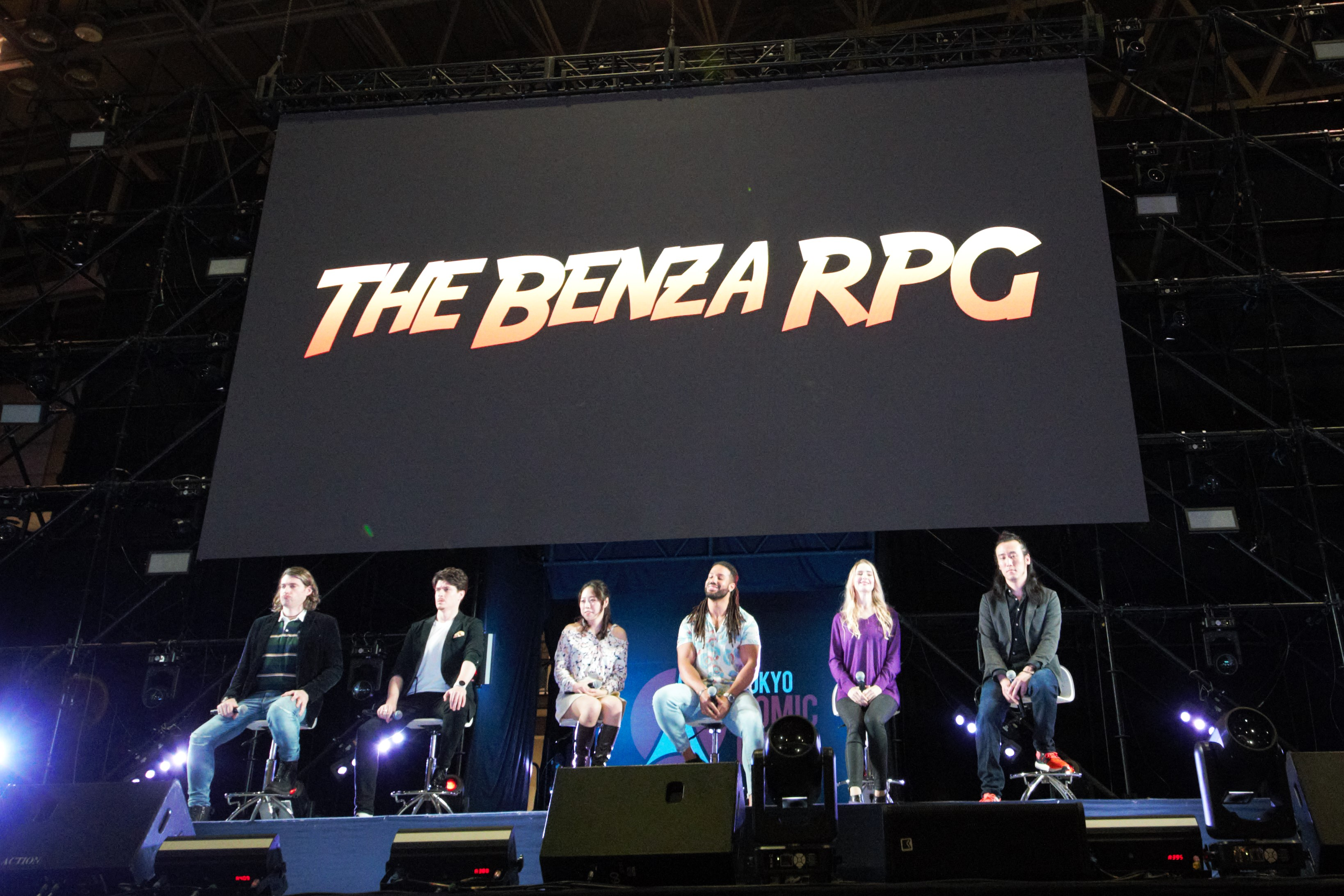
The Benza RPG at Tokyo Comic Con 2022

『The Benza RPG』では、ドラマシリーズ『The Benza』のメインキャストが再び声優を務めている。 オリジナルのセリフが280行以上収録されている。
| Character   | Cast                                         |
| ----------- | -------------------------------------------- |
| Chris       | クリス・マッコームス （Christopher McCombs） |
| Kyle        | カイル・カード (Kyle Card)                   |
| Inko Sensei | 白いんこ （Haku Inko）                       |
| Za          | 野口径 （Michiko Noguchi ）                  |
| Tamura      | 川畑誠仁 （Masahito Kawahata）               |
| Stephanie   | ハンナ・グレース（Hannah Grace）             |
| David       | アレクサンダー・ハンター（Hunter Alexander） |
| Alena       | ヤンニ・オルソン（Janni Olsson）             |
| Lee         | リー・ミン・クック（Lee Min Kuk）            |
| Kaori       | 池田香織（Kaori Ikeda）                      |
| Hamilton    | エイベア・ハミルトン（Aver Hamilton II）     |
| Maria       | マリア・パパドプール（Maria Papadopoulou）   |

## 評判
アメリカCBSのサイトMetacritic”でユーザー評価１位を獲得。ユーザースコアも１０点中満点を獲得。（2020年10月現在）
実際にプレイしたトーキョー・ウィークエンダーの記者Jordan Green によるレビュー。ドラマを見た事があってもなくても、特別なストーリーとセンスに恋に落ちると思う。
ロケットニュース24の海外向けニュースのSORANEWS２４の記者Shannonによるレビュー。戦いが始まったらキャラが一人づつ動くから初心者でもわかりやすい。
ファンキーなBGMが独特。RPGあるあるを描くメタ表現が面白い。RPGとしても無難なつくり。（レビュアー: 高野京介）
The Benza RPG日本語版プレイした感想は、とてもコメディーで笑えるユニークな要素があるRPGでメタ要素もあり面白かった。（レビュアー：dorudoru)

## スタッフ
- プロデューサー: クリス・マッコームス
- リードデベロッパー: ギレルミ・マーティンズ
- アートデレクター: 西坂來人
- キャラクターデザイン: カトリーナ・ロッチ
- キャラクタースプライトデザイナー: クリス・マッコームス
- サウンドプロデューサー: 野宮タカヒロ
- コンポーザー: 野宮タカヒロ, 與那嶺AKI, マーカス・エル・スペード, MITSUGI
- アシスタントコーディネーター: ヤンニ・オルソン
- パブリィシティディレクター: 白いんこ
- ボイスデレクター: クリス・マッコームス
- レコーディングエンジニア: 野宮タカヒロ
- ムービーデレクター: 西坂來人
- ムービーエディティング: 西坂來人
- トレイラーエディティング: マイケル・ウィリアムズ
- ムービーヘアメイク: アヤ・イワカミ
- 翻訳: 川畑誠仁, 白いんこ, クリス・マッコームス, ギレルミ・マーティンズ
- 韓国語翻訳: リー・ミン・クック
- プレイテスト: マイケル・ウィリアムズ, Lensei Nishizawa, クリスティ・ウッドワード, David Closs, Karen Callahan, 川畑誠仁, ヤンニ・オルソン, カイル・カード
- 脚本: クリス・マッコームス